# Monte Dulang-dulang
O Monte Dulang-dulang é a segunda mais alta montanha das Filipinas, apenas um pouco atrás do monte Apo. Fica na ilha de Mindanao. Algumas fontes atribuem 2941 m de altitude ao seu topo, outras indicam valores próximos